# Concílio de Narbona
Por Concílio de Narbona entende-se a ocorrência de vários concílios realizados na cidade de Narbona. Dentre os quais, se pode citar o concílio que teve existência no anos de 589, e que fora convocado por Recaredo I, rei dos visigodos da Hispânia, uma parte da Gália que ainda estava sob o domínio visigótico (a Septimânia). Na assembleia, tiveram lugar os bispos de Narbona (capital da Septimânia), de Carcassona, de Elne (dos Pirenéus), de Maguelone e Lodève (do Hérault}, de Agde, de Béziers e de Nîmes.
A primeira decisão do concílio foi executar o decreto do III Concílio de Toledo, realizado em maio daquele ano, e que constava de quinze itens relativas à disciplina eclesiástica. Uma destas decisões estipulou que diáconos e sacerdotes deveriam ser capazes de ler.
O Concílio também propugnou sobre a erradicação do paganismo, ainda persistente na região, e proibiu as comemorações da quinta-feira como um dia dedicado a Júpiter. Estabeleceu também que, além da pena de excomunhão, os incorrentes (e os que fossem consultar aos chamados adivinhos e feiticeiros) seriam multados em uma valiosa quantia em ouro.
Dois cânones relativos a esta assembleia, nos dão a saber da existência de cinco diferentes povos que habitaram a Septimânia àquela época: eram os visigodos [mencionados porque era a nação dominante]; os galo-romanos; os judeus; os sírios e os gregos. Os dois últimos povos eram, provavelmente, comerciantes, então florescentes nas cidades em todo o país e especialmente em Narbona e Agde.

## Outros concílios de Narbona
Registra-se, segundo Langlet du Dufresnoy, Nicolas & Barbeau de la Bruyére, J.L; em seu Apontamentos cronológicos da História Universal, vol. 2, à página 474, a existência de vários outros concílios em Narbona, sendo eles, nos anos:

### Anteriores a 589
- 257; 452;

### Posteriores a 589
- 788; 902; 906; 911; 940; 947; 990; 994; 1031; 1032; 1043; 1050; 1053; 1054; 1055; 1091; 1125; 1129; 1090; 1134; 1227; 1235; 1140; 1207; 1212; 1226; 1244; 1251; 1272; 1274; 1277; 1280; 1309; 1328; 1374; 1430; 1551; 1609; 1635; 1671; 1699; 1706.